# Engelsz József
Engelsz József (Répcelak, 1928. április 27. – Szentendre, 2009. november 8.) kétszeres Munkácsy-díjas magyar ötvös- és szobrászművész.

## Életrajza
Répcelakon született 1928-ban. Középiskolai tanulmányait a győri Czuczor Gergely Bencés Gimnáziumban végezte, majd a Vagon- és Gépgyár öntödéjében dolgozott szoboröntőként, mestervizsgát is tett. 1950-ben felvételt nyert az Iparművészeti Főiskolára, ahol Borsos Miklós volt a mestere, „akitől a nemes anyagban való gondolkodást és az anyag iránti tiszteletet tanultam” – mondta. 1955-ben végzett ötvösművészként. Már pályafutása elején a fémművészet összessége felé fordult, nem vált el egymástól a tárgy és a forma, egyet jelentett számára az ötvös és a szobrász, ami azonban nem jelentett valamiféle műfajösszemosást. Mindazonáltal eleinte azért a megrendelések miatt az ötvösművészet területén dolgozott. Főiskolásként érmekkel vett részt kiállításokon, majd rézdomborításokat készített, amelyeket sokszor rekeszzománc díszítéssel látott el. Fő anyaga a réz volt, de ékszereinél nemesfémeket is használt. Motívumhasználatában a magyar népművészet kifejezésvilágából, a görög vagy a bizánci művészet stílustárából merített, máskor sajátos organikus vagy geometrikus formákból építkezett. „Én is átestem mindenféle izmuson, próbálkoztam, míg rájöttem arra, hogy teljesen felesleges. Az ember saját érzelmei alapján hozza létre, amit létrehoz. És számomra az a modern, a korszerű, amit én annak érzek” – nyilatkozta ezzel kapcsolatban. Székesfehérvári sárgaréz plasztikája 1976-ban az év legjobb köztéri alkotása címet nyerte el. II. János Pál pápa 1991-es magyarországi látogatásakor az egyik számára készült ajándékot, egy Szent Mártont ábrázoló réz domborművet ő készítette. Az ő munkája a SOTE rektori láncát díszítő Semmelweis-érme.
1958-tól vezetett egy iparművészeti stúdiót az Úri utcában, majd a Magyar Iparművészeti Főiskolán tanított, 1969-től főállásban, 1973-tól nyugdíjazásáig az ötvös tanszék vezetője volt. 81 éves korában, hosszú, súlyos betegség után hunyt el.
Felesége, Engelszné Bokor Kornélia Munkácsy-díjas ötvösművész, aki ugyan nyomottanyag-tervező szakon végzett a főiskolán, de egészségügyi okok miatt áttért az ötvöszománcra. Szentendrén éltek.

## Kiállításai

### Egyéni kiállításai
- 1960 – Fényes Adolf Terem, Budapest (Szuppán Irénnel)
- 1961 – Hódmezővásárhely
- 1961 – Bakony Múzeum, Veszprém
- 1961 – Szent István Király Múzeum, Székesfehérvár
- 1988 – Kereszt, Főszékesegyház Kincstára, Esztergom
- 1993 – Főszékesegyház Kincstára, Esztergom
- 1993 – Krisztusok, Városi Hangverseny- és Kiállítóterem, Zalaegerszeg
- 2000 – Művelődési Ház, Répcelak
- 2008 – Szent István-templom, Répcelak

### Válogatott csoportos kiállításai
- 1953–55 – 4., 5., 6. Magyar képzőművészeti kiállítás, Műcsarnok, Budapest
- 1955 – Fiatal képzőművészek és iparművészek, Ernst Múzeum, Budapest
- 1957 – Tavaszi tárlat, Műcsarnok, Budapest
- 1958 – FIDEM, Párizs
- 1959–60 – 7., 8. Magyar képzőművészeti kiállítás, Műcsarnok, Budapest
- 1959 – 4. Országos iparművészeti kiállítás, Műcsarnok, Budapest
- 1960 – Tavaszi tárlat, Műcsarnok, Budapest
- 1960 – Képzőművészetünk a felszabadulás után, Magyar Nemzeti Galéria, Budapest
- 1961 – Magyar grafikai és kisplasztikai kiállítás, Szófia
- 1962 – Iparművészeti kiállítás, Debrecen
- 1963 – Modern iparművészeti kiállítás, Győr
- 1963 – Modern iparművészeti kiállítás, Herman Ottó Múzeum, Miskolc
- 1963 – Iparművészeti kiállítás, Kecskemét
- 1963 – Iparművészeti kiállítás, Janus Pannonius Múzeum, Pécs
- 1964 – Modern iparművészet, Balassagyarmat
- 1965–66 – 5., 6. Országos iparművészeti kiállítás, Műcsarnok, Budapest
- 1966 – Iparművészeti kiállítás, Kossuth Múzeum, Cegléd
- 1967 – Fémtechnikai kiállítás, Ernst Múzeum, Budapest
- 1969 – Magyar iparművészeti kiállítás, Kairó
- 1969 – Nemzetközi iparművészeti kiállítás, Stuttgart
- 1970 – Ékszer ’70, Csók Galéria, Budapest
- 1972 – Mai magyar iparművészet I., Iparművészeti Múzeum, Budapest
- 1972 – Magyar kiállítás, Koppenhága, Aarhus
- 1973 – A torontói anyag, Iparművészeti Múzeum, Budapest
- 1974 – Kezek dicsérete, I. Iparművészeti Világkiállítás, Toronto
- 1975 – Baugebundene Kunst, Schloß, Drezda
- 1978 – Nemzetközi iparművészeti tárlat, Erfurt
- 1980 – Van Gogh-dokumentumkiállítás, Építők Műszaki Klubja
- 1984 – Zománcművészet, Vigadó Galéria, Budapest

## Köztéri művei
- Virágot tartó leány (vörösréz lemezdomborítás, 1959, Rákospalota, Czabán S. téri általános iskola külső fala)
- Plasztika (rézdomborítás, 1961, Budapest, Royal Szálló)
- Pillérburkolat (vörösréz lemezdomborítás, 1965, Fészek Művészklub nagyterme)
- Vonatok (vörösréz lemezdomborítás, 1965, Pécs, MÁV Fűtőház emeleti csarnoka)
- Fríz (vörösréz, zománc, 1965, Rózsavölgyi Hanglemezbolt)
- Címer, képek (zománcmunkák, 1967, Berlin, Magyar nagykövetség)
- Az élet fája (térelválasztó, vörösréz, 1966, Szeged, a városi tanács házasságkötő terme)
- Fríz (vörösréz lemezdomborítás, 1969–1970, Budapesti Műszaki Egyetem)
- Konstrukció (vörösréz lemezdomborítás, 1969–1970, Mezőgazdasági vásár központi épületének külső fala)
- Lámpa meseillusztrációkkal (vörösréz domborítás, 1970, Hotel Duna Intercontinental földszinti hallja)
- Lenin, Virágtartó, Zászlótartó (dombormű, vörösréz, 1976, Győr, Vagon- és Gépgyár tanácsterme)
- Plasztika (sárgaréz, 1976, Székesfehérvár, Videoton gyár tanácsterme)
- Cantata Profana (sztélé, vörösréz lemezdomborítás, 1981, Budapest, VI. kerületi általános iskola)

## Művei közgyűjteményekben
- Főszékesegyház Kincstára, Esztergom
- Magyar Nemzeti Galéria, Budapest
- Magyar Nemzeti Múzeum, Budapest
- Semmelweis Orvostörténeti Múzeum, Budapest

## Elismerései
- 1964 – A Munkácsy Mihály-díj III. fokozata
- 1969 – A finn Oroszlán-rend I. fokozata
- 1971 – A Munkácsy Mihály.díj I. fokozata
- 1974 – A torontói Iparművészeti Világkiállítás elismerő oklevele
- 1977 – Érdemes művész
- 1978 – Az erfurti nemzetközi iparművészeti tárlat fődíja
- 2007 – Répcelak díszpolgára